# Dendrobium biloculare
Dendrobium biloculare är en orkidéart som beskrevs av Johannes Jacobus Smith. Dendrobium biloculare ingår i släktet Dendrobium, och familjen orkidéer. Inga underarter finns listade i Catalogue of Life.